# Torre de Vale de Todos
Torre de Vale de Todos is een plaats (freguesia) in de Portugese gemeente Ansião en telt 456 inwoners (2001).